# Книги Иеу

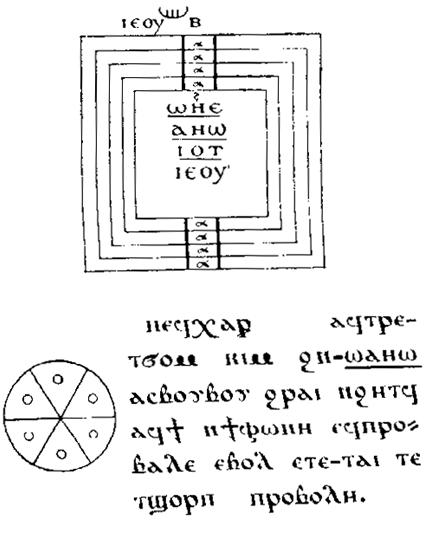
Страница из первой книги Иеу

Книги Иеу — два гностических текста, новозаветные апокрифы. Датируются III веком н. э. Древнейшая известная копия написана на коптском и является частью кодекса Брюса. Тексты стали известны относительно недавно, и академических исследований, посвящённых им, в настоящее время мало.
Книги Иеу содержат значительное количество мистических заклинаний и эзотерических диаграмм, часто включающих концентрические круги и квадраты. Как и многие гностические учения, книги Иеу были созданы с тем расчётом, что будут непонятны непосвящённому, но что их можно будет понять при достижении определённого уровня понимания. Вероятно, книги являются руководствами для проведения гностических ритуалов.
Это — Книга Гнозиса Невидимого Бога, (которая) посредством Сокрытых Тайн, указующих путь к Избранному Роду, через возрождение (ведет) к жизни Отца — в приход Спасителя, избавителя душ, которые сами получают Слово Жизни, которое превыше всей жизни — в познание живого Иисуса, изошедшего через Отца из Эона Света в Полноте Плеромы — в учение, вне которого нет иного, которому живой Иисус обучал своих апостолов, говоря: „Вот — учение, в коем пребывает Цельное Знание“.Первая книга Иеу, 1.
И повернулся Иисус с учениками своими к четырем сторонам света, велел им, чтобы они вплотную поставили стопы друг к другу, и промолвил следующую молитву, сказав: „Иоазазэф азазэ асазэф Аминь. Аминь. Аминь. эиазеи эиазеи дэф заэф заэф Аминь. арвазазаза ваозаззаз заззооз Аминь. азаахазараха зараха зарвафо зарвафоз зараэи зараэи зараэи азараха харза варха фазаф фазаф фазаф Аминь.“.Оригинал заклинания
ιωαζαζηθ αζαζη ασαζηθ (Аминь. Аминь. Аминь.) ειαζει ειαζει δηθ ζαηθ ζαηθ (Аминь.) αρβαζαζαζα βαωζαζζαζ ζαζζоωζ (Аминь.) αζααχαζαραχα ζαραχα ζαρβαθω ζαρβαθωζ ζαραει ζαραει ζαραει αζαραχα χαρζα βαρχα θαζαθ θαζαθ θαζαθ (Аминь.)
Вторая книга Иеу, 61.